# Anello del Salisburghese
L'Anello del Salisburghese (in tedesco: Ring des Landes Salzburg) è un'onorificenza concessa dallo stato federato austriaco del Salisburghese.

## Storia
La decorazione è la più alta onorificenza distribuita dallo stato federato del Salisburghese e venne istituita nel 1961 per premiare quanti avessero compiuto servizi speciali nel campo dei lavori pubblici e privati nonché per il benessere generale o comunque che abbiano contribuito a promuovere lo sviluppo del Salisburghese.
Le uniche limitazioni su questa onorificenza che sono stabilite da statuto sono che l'insignito non deve essere stato insignito di altre onorificenze del Salisburghese (o se ne è stato insignito deve rinunciarvi per ottenere questa), che può essere concesso unicamente a non più di due persone all'anno e che i criteri di selezione sono molto più severi che nelle altre onorificenze.

## Classi
L'insegna della decorazione consiste in un anello (classe unica) in oro liscio con una pietra sfaccettata sulla quale è impresso lo stemma del Salisburghese. Sull'anello è inoltre inciso il numero di concessione. Ogni anello è corredato da un apposito diploma.

## Insigniti notabili
- Herbert von Karajan
- Carl Zuckmayer
- Leopold Kohr